# NGC 7320
NGC 7320 é uma galáxia espiral (Scd) localizada na constelação de Pegasus que pertence visualmente ao Quinteto de Stephan. Não é um verdadeiro membro do grupo, apenas uma coincidência na linha de visão. Está a cerca de 40 milhões de anos-luz da Terra, enquanto os outros membros do grupo estão a cerca de 300 milhões de anos-luz. Possui uma declinação de +33° 56' 54" e uma ascensão recta de 22 horas, 36 minutos e 03,5 segundos.
Foi descoberta em 23 de setembro de 1876 por Édouard Jean-Marie Stephan.